# 酒狂
《酒狂》是一首古琴曲，相傳為魏晉時期阮籍所作，現存曲譜最早見於明代的《神奇秘譜》。今有姚丙炎打譜演奏的版本。

## 曲意
《神奇秘谱》题解：「是曲也，阮籍所作也。籍叹道之不行，与时不合，故忘世虑于形骸之外，托兴于酗酒，以乐终身之志。其趣也若是，岂真嗜于酒耶？有道存焉，妙在于其中，故不为俗子道，达者得之。」

## 琴譜版本
被收錄於《神奇秘譜》、《風宣玄品》、《重修真傳琴譜》、《楊掄太古遺音》和《理性元雅》等譜中。

## 打谱版本
现流传最广的为1957年姚丙炎根据《神奇秘谱》打谱的版本，全曲按三拍子弹奏，主题旋律音出现在第二拍上，在第一拍和第三拍上出现低音，产生一种摇晃醉酒的感觉。

## 其他版本
- 中阮獨奏曲，劉星改編

## 外部連結
- YouTube上的〈酒狂〉，姚丙炎打譜並演奏
- YouTube上的〈酒狂〉，劉少椿演奏
- YouTube上的〈酒狂〉，始於40分40秒，吳文光演奏